# Нермиђ
Нермиђ (рум. Nermed) је насеље у општини Карашево, округ Караш-Северен у Румунији. Према попису из 2021. године у наљељу је било 446 становника. Налази се на надморској висини од 271 м.

## Историја
Нермиђ се први пут помиње у средњовековним документима 1723. и 1761. године као Nermy, затим 1796. године као Nermed, 1828. и 1851. године као Nermeth, a данас је званични румунски назив Nermed. У појединим радовима се тврди, али без навођења извора, да је Нермиђ као насеље постојало још 1474. године (Nermigh).
По "Румунској енциклопедији" место су населили Карашевци, које су мађарски историчари увршћавали међу Србе.

## Становништво
Према подацима из 2002. године у насељу је живело 596 становника, а већинско становништво су били Карашевци, етничка група српског говорног подручја, који се углавном декларишу као Хрвати, а мањи део као Карашевци и Срби.
| Етнички састав према попису из 2002. године‍ | Етнички састав према попису из 2002. године‍ | Етнички састав према попису из 2002. године‍ | Етнички састав према попису из 2002. године‍ | Етнички састав према попису из 2002. године‍ |
| ------------------------------------------- | ------------------------------------------- | ------------------------------------------- | ------------------------------------------- | ------------------------------------------- |
|                                             |                                             |                                             |                                             |                                             |
| Хрвати (Карашевци)                          | Хрвати (Карашевци)                          |                                             | 583                                         | 97,8%                                       |
| Румуни                                      | Румуни                                      |                                             | 9                                           | 1,5%                                        |

## Познате личности
Франчиск Ђураса, румунски адвокат